# 森咲小雪
森咲 小雪（もりさき こゆき、1982年7月28日 - ）は、日本のAV女優。

## 略歴
2003年AVデビュー。痴女ものを中心に活躍するお姉さん系の人気キカタン（企画単体）女優。

## 作品

### アダルトビデオ
2003年
- ミス☆コンパニオン（9月19日、エロチカ（ジャパンホームビデオ））
- 美脚OL首4の字 脚がきれいな隣のお姉さん。（10月4日、ディープス）
- HIGH SCHOOL FUCK（11月8日、アイデアポケット）他出演:渡瀬澪、坂口まりあ、めろん
- 姉の痴汁（11月27日、プールクラブ）共演:安部まき
- 素人ギャルズ [LEVEL A] Ver.15（11月28日、ジャパンホームビデオ）他出演:青山遥、滝沢レイナ、森野つばさ、野村このみ
- マダムレポート2（12月1日、マルクス兄弟）オムニバス作品
- Wet*Girl 3[濡れてヌレちゃうイイ女]（12月4日、ドリームチケット）オムニバス作品 他出演:青山遙、沖那つばさ
- Spermania Vol.1 スーパーモデルにぶっかけろ!!（12月8日、アイデアポケット）
- バイブの虜4（12月18日、プールクラブ）オムニバス作品
- イイ女狩り どうせやるならイイオンナ!（12月19日、うまなみ。）共演:藤森かおり オムニバス作品 他出演:杉森風緒、中谷カイト、中野千夏、仲真リカ、伊藤まり

2004年
- Mrs.癒しママ[元気になる甘えん坊プレイ] （1月8日、ドリームチケット）他出演:うえとめぐみ、小西美智子
- セレブな人妻レズティーパーティ（2月5日、ディープス）共演:君島美香子、椿さゆり、近藤美和
- OLノーパン痴漢バス 2（2月13日、笠倉出版社）オムニバス作品
- 顔は銀座 カラダは車中!!（2月20日、ホットエンターテイメント）オムニバス作品
- もしもこんな痴女がいたら…。（2月20日、うまなみ。）他出演:藤森かおり、杉森風緒、中谷カイト、葉月まなか、望月るあ、朝比奈りり子
- コスプレ デリヘル ドキュメント 1（3月12日、シャトルジャパン）他出演:みずなあんり
- 裏窓の秘蜜（5月14日、桃太郎映像出版）共演:朝倉なほ
- 女子大生物語 美術サークル編（5月15日、ホットエンターテイメント）共演:塚本理佐、滝沢レイナ、小西あかり、宮沢優
- 綺麗なお姉さん最高級 II（5月20日、ホットエンターテイメント）他出演:笠木忍、林泉水、真中光、藤崎唯、木村紗恵
- うまなみ。プレゼンツ いいオンナ 4時間（5月21日、ケイ・エム・プロデュース）共演:藤森かおり うまなみ作品『イイオンナ狩り!』のセルDVD化作品、他出演:臼井利奈、桜井ルル、上条えりか、はらだはるな、長谷川美紅、松山理江　他
- LEG&FOOT INFINITY（6月1日、MOODYZ）共演:片瀬梨音、谷川理沙、長谷川めい、大沢志保、栗栖りこ、宮原未遊、高平沙希
- 脚の綺麗なお姉さん2（6月1日、ワンズファクトリー）
- ANGEL BEAUTY（6月8日、アイデアポケット）
- 無期懲役痴女刑務所 【集団雑居房編】（6月15日、MOODYZ）共演:伊集院沙羅、一ノ瀬悠、北山静香、風野チカ、Aoi.、酒井ちあき、夢村早紀
- 麗しのフェロモン美脚の性癖（6月15日、隼エージェンシー）
- 麗しのキャンペーンガール14（6月17日、V&Rプランニング）他出演:山咲さくら
- 大富豪（7月3日、ワープエンタテインメント）共演:友田真希、常夏みかん
- シティホテルでの女優ダマシ撮りは最高（7月15日、ホットエンターテイメント）オムニバス作品
- オナニー4時間 痴女優コレクション（7月23日、笠倉出版社）他多数出演
- 塀の中の懲りない痴女と僕の獄中性活 無期懲役痴女刑務所 刑期延長編（8月1日、MOODYZ）共演:伊集院沙羅、一ノ瀬悠、北山静香、風野チカ、Aoi、酒井ちあき、夢村早紀
- 痴女ニンフォマニア（8月6日、ドリームクリエイト）共演:柴崎末永
- うまなみプレゼンツ 3 痴女4時間（9月3日、ケイ・エム・プロデュース）うまなみ。作品『もしもこんな痴女がいたら...。』のセルDVD化作品 オムニバス作品 他出演:三上翔子、萩原さやか、小池笑美、持田ゆき、日高マリア、友田真希　他
- 龍縛愛玩調教 28 家庭教師（9月8日、アタッカーズ）
- バーチャルEX 痴女ハーレム 精根を吸い尽くす女神達（9月8日、アイデアポケット）共演:立花里子、宮下杏菜
- ザ・パーフェクトAV! 美脚アイドル4時間（9月17日、メディアバンク）オムニバス作品
- GREATEST HITS GALS BEST20 4時間スペシャル（9月24日、クリスタル映像）オムニバス作品
- 発熱レズセレブ（9月26日、メディアステーション）共演:立花里子、小池エミ（小池笑美）
- 女怪盗 女豹 3 ゴッホの贋作（10月8日、アタッカーズ）共演:鈴木麻奈美、つかもと友希
- フェライド おしゃぶりスペシャル（10月29日、笠倉出版社）他多数出演
- M-1グランプリ（12月3日、ワープエンタテインメント）共演:Aoi.、浅見怜、瀬名涼子、立花里子、常夏みかん、三上翔子、桜田さくら
- THE EROTIC PARTY〜悦楽の扉〜（12月4日、SODクリエイト）共演:夏目ナナ、他出演:ゆりあ、渡瀬晶、君嶋もえ
- 鬼畜調教8ストーリー（12月15日、隼エージェンシー）オムニバス作品
- THE 痴女家庭教師（12月17日、メディアバンク）他出演:月咲舞、水沢ほたる　他3名

2005年
- 裏M-1グランプリ（1月8日、ワープエンタテインメント）共演:Aoi、浅見怜、瀬名涼子、立花里子、常夏みかん、三上翔子、桜田さくら
- 雌女anthology#015 （2月4日、アウダースジャパン）
- 性感ペット調教エステ ROOM337 SECRET KARTE 001 （2月8日、ウエストメディア）共演:ミュウ（夏目ミュウ）
- 超・強制レイプマニアックス（2月25日、デジタルバンク）他出演:立花里子、小池笑美、杉浦あや、椎名泉、若月樹里
- めがねっ娘…。2（3月27日、メディアステーション）他出演:田村麻衣、芹華、ANZ、今野由愛、りりこ、森野雫、愛咲良子、青山遥
- HARDCORE LESBIAN 美女&熟女の官能フライトレッスン（4月13日、ドリームクリエイト）共演:藤崎まりえ
- アナルオナニー（5月19日、甲斐正明事務所（ブリット）他出演:藤森かおり、青山遥
- めがねっ娘…。4時間（5月27日、メディアステーション）他出演:秋月杏奈、今野由愛、田村麻衣、水沢ほたる、恵ちとせ、芹華、ANZ、りりこ、森野雫、愛咲良子、青山遥　他
- お姉さんが犯してあげる3時間スペシャル!!（7月22日、クリスタル映像）オムニバス作品
- オナニーフリーク（10月1日、ワンズファクトリー）オムニバス作品
- 中出しパニック Vol.4（11月2日、NKDS）オムニバス作品
- 義母と義姉（11月5日、ワープエンタテインメント）共演:立花瞳
- 匠 電マ器職人（11月10日、ワープエンタテインメント）
- THE 痴女家庭教師クライマックス 18人の美しき痴女家庭教師たち 復習編（11月11日、メディアバンク）オムニバス作品 他出演:西村あみ、藤森かおり、中根みさき、椎名泉、柚月ひかる、稲沢あや、水沢ほたる、片桐桜、若槻樹里　他
- 競泳水着の女（11月17日、ヒビノ）
- 超本気AVシネマDEPARTURES［完全版]2（12月13日、ウエストメディア）共演:若月樹里、ミュウ、鏡麗子
- 若妻の性欲18（12月20日、グローリークエスト）

2006年
- Fetish美脚美女（1月5日、タカラ映像）
- 痴女マゾ ワイセツ二重人格（1月25日、OPERA［オペラ］）
- Celebrityセレブリティ（1月25日、イマージュ）他出演:藤原ゆりな
- 長身女教師の接吻と淫語の世界（2月13日、マルクス兄弟）
- 美人教師狩り 5（2006年2月17日、クリスタル映像）他出演:菊原まどか、椎名あきら、岡本沙織、福山洋子、桜月舞、廣瀬ミナ、つかもと友希、三咲まお、結城真美
- 精子のソムリエ（3月19日、クロス）共演:沢井真帆、高見沢郁美、長瀬あずさ
- 元ミスキャンパスの勝ち組OLにSEXを教わる（3月25日、しのだプロジェクト）
- 痴女責め 森咲小雪（4月25日、ドリームステージ）
- キケンな3姉妹。お姉ちゃんたちに犯される毎日（5月7日、プレミアム）共演:麻生岬、森野雫
- プールクラブのリモバイ恥女 2（7月13日、プールクラブ）オムニバス作品
- メガネ人妻PARADISE（2006年7月19日、クロス）他出演:結衣、桜田さくら、山咲ちゆり、三咲まお、石田ゆりあ、浅野みみ、椎名実果、ささきふう香、Aoi.、麻生岬
- 妄想競泳水着奴隷（2006年9月7日、アタッカーズ）共演:綾乃梓、堀口瞳
- 奥様欲情日記・4（2006年9月22日、アテナ映像）他出演:青山遥、桜月舞、君島美香、桜井舞、松沢真理、桜井里央、愛野ののか

発売日不明
- たっぷり中出し 森咲小雪（J Hip）